# Henryk M. Broder
Henryk Marcin Broder (født 20. august 1946 i Kattowitz) er en tysk skribent og arbejder indenfor politisk journalistik.
Han har skrevet flere bøger og skriver for blandt andet Weltwoche og Spiegel.
Af bøger oversat til dansk er Hurra, vi kapitulerer! Om lysten til at overgive sig, der blev udgivet på Jyllands-Postens Forlag i 2008.
Henryk Broder er i Tyskland især kendt for sin kritik af islam og, sammen med tysk-egypteren Hamed Abdel-Samad, medvirker han i programmet "Entweder Broder - Die Deutschland-Safari" (dansk: "Enten Broder - Tysklands-safarien) på ARD, hvor de er på en 30.000 km lang bilrejse gennem Tyskland, for at undersøge samfundsmæssige forhold indenfor indvandring, integration, religion, islamisme & antisemitisme. 
I forbindelse med et besøg på Christiania i 2009 blev han overfaldet og hans kamera ødelagt.
Broder bor i Berlin og Jerusalem.